# Appias melania
Espèce
Appias melania est une espèce de lépidoptères (papillons) de la famille des Pieridae et de la sous-famille des Pierinae.

## Dénomination
L'espèce a été décrite par l'entomologiste danois Johan Christian Fabricius, 1775. Le nom complet est Appias (Appias) melania.

## Taxinomie
Sous espèce :
- Appias melania sosias (Fruhstorfer, 1913) en Nouvelle-Guinée.

## Répartition
Asie du Sud-Est et Australie.